# Sedloňovská vrchovina
Sedloňovská vrchovina je geomorfologický okrsek Náchodské vrchoviny, kterou tvoří společně s Hronovskou kotlinou, Červenokosteleckou pahorkatinou a Ohnišovskou pahorkatinou. Nejvyšší vrchol Sedloňovské vrchoviny je Špičák, který se nachází v Dobřanské vrchovině.

## Popis
Sedloňovská vrchovina ze skládá z těchto podokrsků:
- Dobrošovská vrchovina (nejvyšší vrchol je Strážnice východně od Borové na polské straně hranice 700 m n. m.; na české straně 695 m n. m.)
- Dobřanská vrchovina (nejvyšší vrchol je Špičák 841 m n. m.; někdy je udáván sousední vrchol Plasnický Špičák 833 m n. m., jenž je druhým vrcholem téže hory)
- Uhřínovská vrchovina (nejvyšší vrchol je Podolský kopec 737 m n. m.)

Sedloňovská vrchovina se táhne od Náchoda jako Dobrošovská vrchovina v prostoru mezi levým břehem řeky Metuje až do soutoku s Olešenkou v Pekle, poté podél jejího pravého břehu až k Novému Hrádku, zatím co na severu sousedí s Levínskou vrchovinou (Wzgórza Lewińskie, Lewiner Bergland) resp. částečně je s ní totožná v oblasti na jih od Chudobské sníženiny. Nejznámějším vrcholem této části je Dobrošov (624 m n. m.) s vyhlídkovou restaurací, z níž je překrásný pohled zejména na Hronovskou kotlinu, na město Náchod a na okolní i vzdálené hory.
Za údolím Olešenky, za jejím pravým břehem, pak pokračuje jako Dobřanská vrchovina přes Chřiby (775 m n. m.) až nad Deštné v Orlických horách, nad nímž vrcholí svým nejvyšším bodem (Špičák 841 m n. m.), a táhne se dál jižním směrem až nad pravý břeh říčky Bělá. Odtud pokračuje dále na jih jako Uhřínovská vrchovina až k řece Kněžná.
Sedloňovská vrchovina vytváří v podstatě bezprostřední západní podhůří Orlických hor, na něž navazuje, zatím co dále na západ od ní se toto podhůří dále snižuje do České kotliny Ohnišovskou pahorkatinou.